# كبش (آلة حصار)
الكَبْش أو رأس الكبش أو المدق آلة تشبه رأس الكبش في بعض صورها - يستخدم لضرب الجدران لشقها. والكبش في أبسط صوره هو عمود خشبي يحمله عدد من الرجال، ويدفعونه بقوة لتحطيم عائق ما. سيكون زخم الحركة الذي يولده الكبش كافياً لتحطيم الهدف إذا كان العمود الخشبي ضخماً بما فيه الكفاية وإذا تم دفعه بالسرعة الكافية.

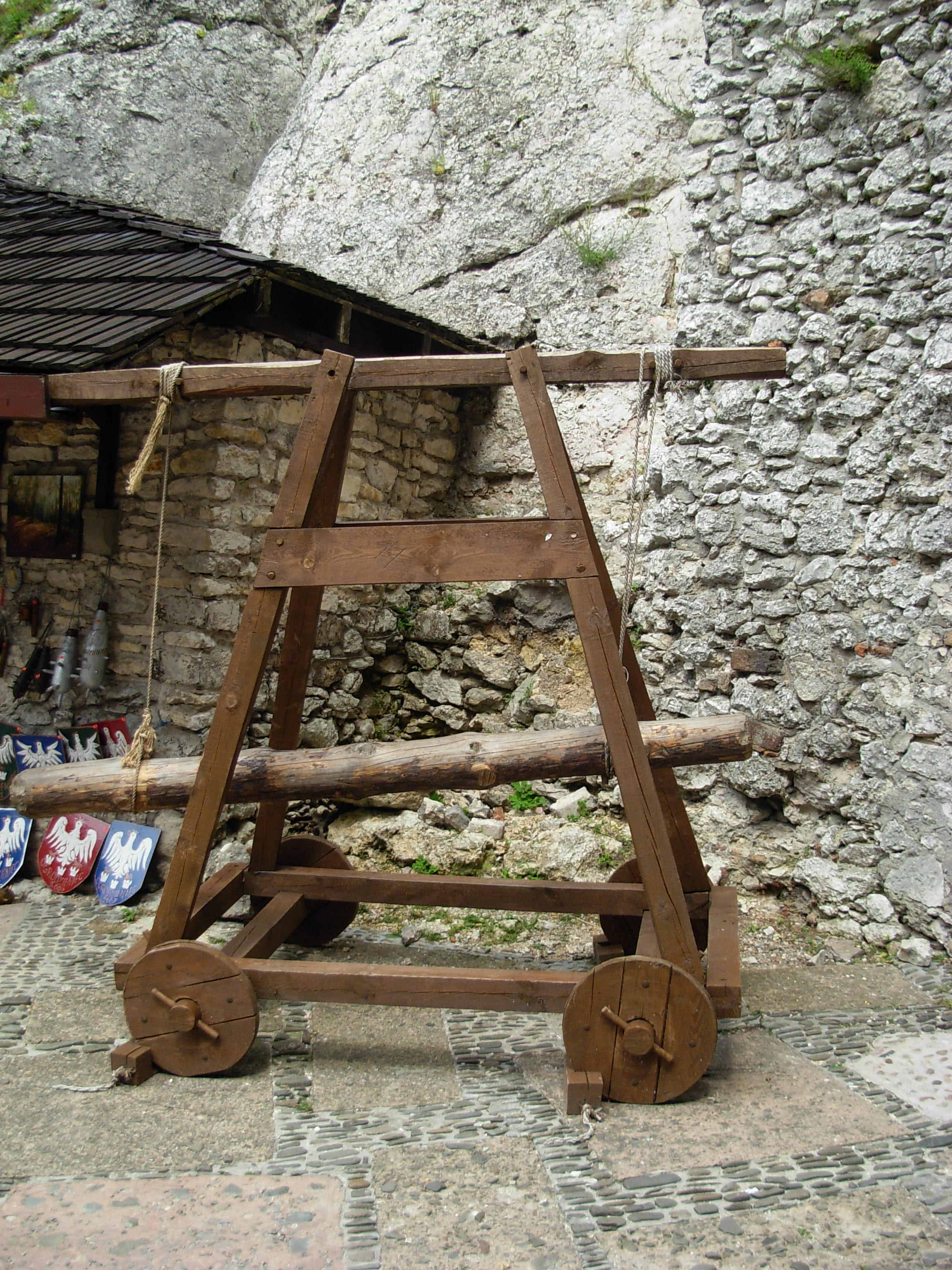
كبش صغير

في تصميمات أكثر تعقيداً، يكون الكبش عبارة عن مركبة تسير على عجلات، ويتعلق عمودها الخشبي بحبال أو سلاسل مثبتة بإطار علوي، وبهذا يمكن تثبيت أعمدة أضخم، وتزيد القدرة على أرجحة العمود باتجاه الهدف. يمكن دعم رأس العمود الخشبي بأجزاء معدنية أكثر صلابة. العديد من الكباش احتوت أسقف حامية، وتغطى أيضاً بالجلود الرطبة، للمساعدة في إخماد النيران التي قد تشتعل في الكبش، ولحماية الجنود بداخل الكبش من سهام العدو.

## استخدامات حديثة
تستخدم فرق التدخل السريع الكبش في كسر أبواب المنازل التي يقتحمونها.